# Studio con testa di gesso
Studio con testa di gesso è un dipinto a olio su tela (98,1x131,2 cm) realizzato nel 1925 dal pittore spagnolo Pablo Picasso. È conservato nel Museum of Modern Art di New York.
Il quadro è contemporaneo al Bacio, ma si pone agli antipodi rispetto ad esso: non è presente infatti la volontà di stupire lo spettatore, e il dipinto è caratterizzato da un'impotenza nei confronti del mondo circostante a noi, opposta alla violenza dirompente del Bacio.